# 下山葵
下山 葵（しもやま あおい、1996年4月16日 - ）は、日本の俳優、タレント。男性。
東京都出身。セントラル子供劇団を経て、エール所属。テレビ番組『魔弾戦記リュウケンドー』の玩具CMに出演した縁で、同番組のアクション・スタント担当のSAP剣武会、大道寺俊典の下で殺陣、アクションの稽古を受けている。

## 主な出演作

### CM
- エスビー食品　とろけるカレー　白馬の王子様編（2001年2月 - 7月）
- 小学館 小学一年生「入学準備スタート号」 HIPHOP一年生（2002年8月 - 12月）
- 小学館　小学一年生「入学準備直前号」 人気者編（2003年1月 - 2月）
- カルピス味の素ダノン　プチダノン　プチダノン体操編（2003年2月 - 2004年3月）
- 小学館 小学一年生「4月号」初恋編（2003年3月 - 4月）
- 小学館 小学一年生「5月号」校長編（2003年4月 - 5月）
- 小学館 小学一年生「9月号」えんがちょ編（2003年8月 - 9月）
- 永谷園　煮込みラーメン（2003年8月 - 2005年1月）
- ジャパネットたかた　10周年記念チラシ告知編（2004年2月 - 3月）
- ダイハツ　ムーヴラテ　いないいないキャー編（2004年9月 - 11月） - 大貫亜美、光岡湧太郎らと共演
- イオン　イオンフェスティバル『マダガスカル』編（2005年8月）
- タカラ　魔弾戦記リュウケンドーヒーローウェポンシリーズ（2005年12月 - ）
- ベネッセ　いぬのきもち　家族の食卓編（2006年1月 - ）
- 日本コカコーラ　ファンタZEROレモン（2008年7月 - ）

### テレビ番組
- ポンキッキーズ21 爆チュー問題の部屋「消しゴム」（2002年、フジテレビ） - 子ねずみ 役
- ドレミノテレビ（2003年4月 - 2006年3月、NHK教育テレビジョン） - ドレミノコドモ 役
- 「超」怖い話 第3話（2006年1月、tvk） - 前橋（少年）役
- 連続テレビ小説 純情きらり 第1週（2006年4月、NHK） - 耕輔（幼少） 役
- 木曜時代劇 次郎長背負い富士 第1話（2006年6月、NHK） - 音吉（幼少） 役
- 佐賀のがばいばあちゃん（2007年1月、フジテレビ） - 山崎しげる 役
- 木曜時代劇 陽炎の辻〜居眠り磐音 江戸双紙〜（2007年7月 - 10月、NHK） - 宮松 役
- NHKスペシャル シリーズ最強ウイルス第1夜 ドラマ感染爆発〜パンデミック・フルー（2008年1月12日、NHK） - 片山直樹 役
- いのちのいろえんぴつ（2008年3月22日、テレビ朝日） - 宮田敬太郎 役
- トミカヒーロー レスキューフォース 第5話（2008年5月、テレビ愛知/テレビ東京系） - 山岡憲太 役
- 月曜ゴールデン 女教師探偵・西園寺リカの殺人ノート（2008年5月19日、TBS系） - 三島健太 役
- モンスターペアレント 第10話（2008年9月2日、関西テレビ/フジテレビ系） - 倉橋勝 役
- 土曜時代劇 陽炎の辻2〜居眠り磐音 江戸双紙〜（2008年9月 - 、NHK） - 宮松 役
- 愛の劇場 ラブレター（2008年11月 - 2009年2月、TBS）- 三木勝（小学生時代） 役
- RESCUE〜特別高度救助隊 第3・4話（2009年、TBS） - マサル 役
- 連続テレビ小説 つばさ（2009年、NHK） - 丸山隼人 役
- 鈴木先生（2011年4月 - 6月、テレビ東京） - 吉井丈志 役
- 水戸黄門第43部 第13話「冴えない男の恩返し -松坂-」（2011年10月17日、TBS / C.A.L）
- ビットワールド（2011年12月 - 、NHK教育テレビジョン） - 山崎 役
- GTO（2012年7月 - 9月、関西テレビ） - 三島軍人 役
  - GTO 秋も鬼暴れスペシャル（2012年10月2日）
  - GTO 正月スペシャル! 冬休みも熱血授業だ（2013年1月2日）
  - GTO 完結編 〜さらば鬼塚! 卒業スペシャル〜（2013年4月2日）
- 相棒 Season14 第15話「警察嫌い」（2016年2月10日、テレビ朝日） - 谷寿一郎 役
- 母になる 第1・2話 (2017年4月、日本テレビ) - 高校生 役
- もみ消して冬〜わが家の問題なかったことに〜 第4話 (2018年2月、日本テレビ) - 三億円事件犯人 役

### 映画
- 白石晃士監督作品「口裂け女」（2007年3月、トルネードフィルム） - 桑畑真吾 役
- 熊坂出監督作品「パーク アンド ラブホテル」（2007年7月、ぴあフィルムフェスティバルにて上映） - 山本一郎 役
- 行定勲監督作品「遠くの空に消えた」（2007年8月、ギャガ・コミュニケーションズ） - みつる 役
- 原田眞人監督作品「魍魎の匣」（2007年12月、ショウゲート） - 久保竣公（少年） 役
- 井筒和幸監督作品「TO THE FUTURE」（2008年7月、朝日放送新社屋完成記念ショートフィルムフェスティバルにて上映） - ヒロポン 役
- 生野慈朗監督作品「余命」（2009年2月、スターダストピクチャーズ） - 宮里隆 役
- 河合勇人監督作品「鈴木先生」（2013年1月、ROBOT） - 吉井丈志 役
- 土井裕泰監督作品「映画 ビリギャル」（2015年5月、フィルム フェイス） - 塾生 役

### VP
- 河村隆一コンサートツアー 上映ドラマ「もう一人の河村隆一」（2002年） - 勇太役
- 千葉市科学館（Qiball）（2007年10月 - ）

### 雑誌・カタログ
- 小学館 幼児と保育
- 小学館 小学一年生（2003年度） - セミレギュラー
- サンプランニング　フィットパターン・サン

### インターネットテレビ

#### シネマ・映画
- 893239　ヤクザ23区